# Алтано-Кыринская впадина
Алта́но-Кыри́нская впа́дина — впадина на юго-западе Забайкальского края России, между Бальджинским хребтом (на юге и юго-западе), хребтом Хэнтэй (на западе и северо-западе) и Становик (на севере и востоке).
Основная часть впадины имеет субширотное простирание, в районе села Кыра поворачивает на северо-восток по долине реки Бырца. Протяженность впадины достигает 70 км, ширина — от 2 до 12 км. Впадина сложена осадочными породами верхнеюрско-нижнемелового возраста, которые сверху перекрываются кайнозойскими континентальными отложениями незначительной мощности. Образование впадины началось в мезозое, дальнейшее развитие происходило в неоген-антропогеновое время. В западной и северо-восточной частях впадины днище имеет абсолютные отметки более 1000 м, которые в районе села Кыра уменьшаются до 900 м. Кроме речных долин во впадине местами встречаются небольшие котловины пресных озёр, а также редкие болота. Преобладают лугово-степные ландшафты, переходящие по бортам впадины в лесостепи.